# La Grace
Pour les articles homonymes, voir Grâce.
La Grace est un brick tchèque, à coque bois, de 32 m, construit en 2010. C'est une réplique d'un brick du XVIIIe siècle, conçu par Frédéric Henry de Chapman, reprenant le nom de la frégate d'Augustin Herman (v.1621-1686), le célèbre commerçant et cartographe tchèque, lors de ses voyages marchands et exploratoires en Europe, aux États-Unis, dans les Caraïbes et à travers l'océan Atlantique. Le navire d'Herman était également réputé pour ses activités corsaires. 
Le brick du patrimoine maritime navigue principalement en Méditerranée et participe à de nombreuses manifestations maritimes en Europe.
La République tchèque est un pays aujourd'hui enclavé mais qui par l'Empire germanique ou par la côte austro-hongroise avait jadis des accès à la mer : elle a donc une tradition maritime et au nord de Prague, un port sur la Vltava permet aux navires de petit tonnage, en descendant l'Elbe jusqu'à Hambourg, d'accéder à la mer du Nord. C'est là qu'est le port d'attache du brick La Grace, mais pour des raisons pratiques, il est en fait basé à Porto Barratti en Italie, en face de l'île d'Elbe (Toscane). Il sert de navire-école et navigue principalement en Méditerranée où il participe régulièrement à des manifestations maritimes européennes comme les Tall ship's races.

## Caractéristiques

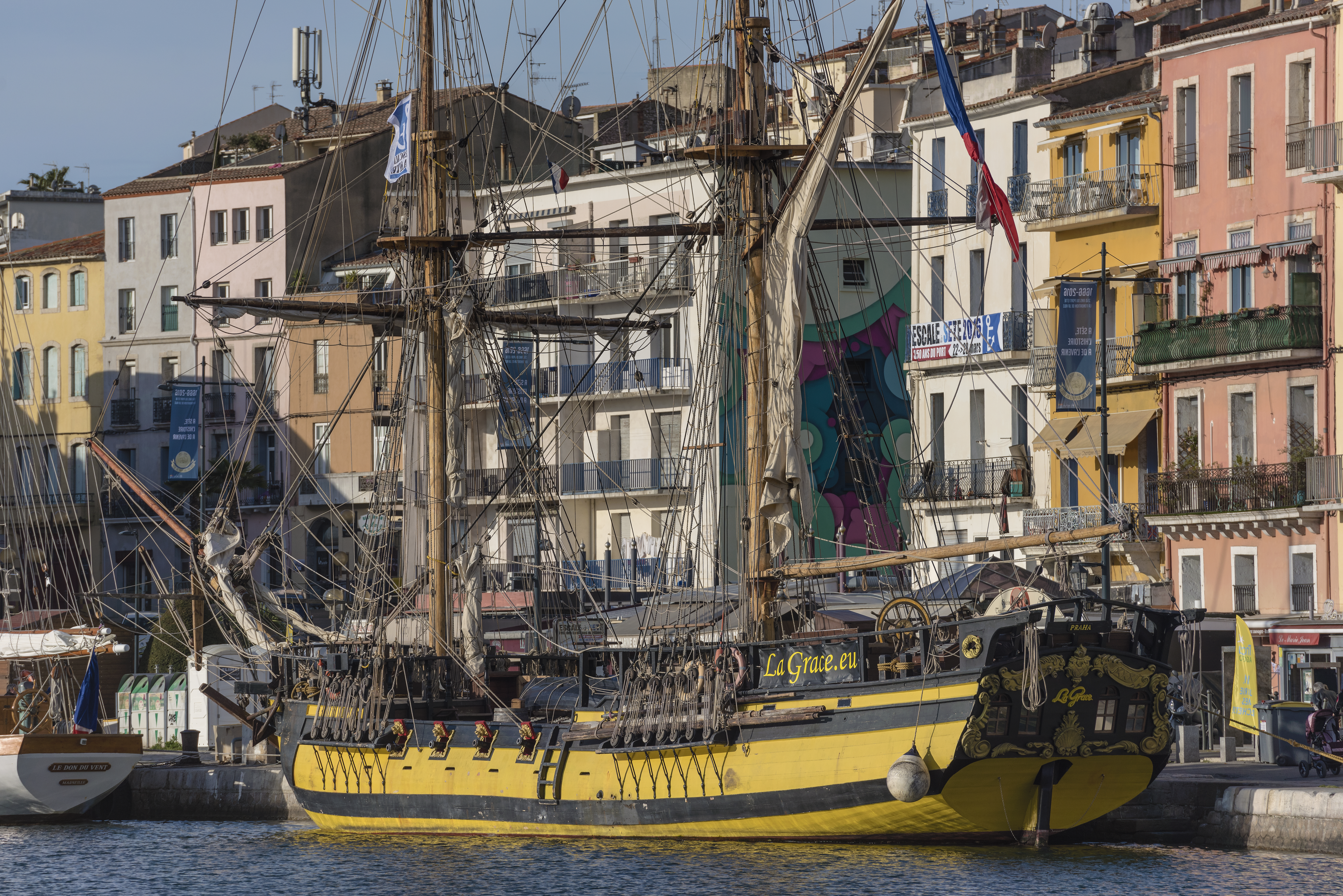
La Grace à Sète en 2010

### Dimensions
D'une taille maximale de 32 m de long et 6 m de large pour un tirant d'eau de 2,8 m, La Grace pèse 126 t pour un chargement possible de 27 t. Elle embarque 6 tonnes d'eau douce et 4,6 tonnes de fioul pour les manœuvres portuaires et la navigation sans vent ou vent de face.

### Vitesse
Sa vitesse moyenne est d'environ quatre à huit nœuds suivant les conditions de vent, avec une vitesse maximale atteinte de onze nœuds.

### Armement
La Grace est équipé de huit petits canons (3 livres) fonctionnels, appelés « fauconneaux ». 

### Capacité
La Grace dispose d'une trentaine de couchettes :  
- Le gaillard d'arrière accueille la cabine du capitaine, quatre cabines doubles avec pièce d'eau commune, encore au niveau en dessous se trouvent les moteurs et l'atelier.
- Sous le pont central se trouve l'accès aux moteurs et à l'atelier, la cuisine et les frigos ainsi que deux cabines triples avec pièce d'eau commune, un carré (réfectoire) de deux tables de huit places et quatre couchettes dans le carré.
- Sous le gaillard d'avant, se trouvent le principal espace de couchettes (huit au total) et deux petites pièces d'eau communes.

Les cadets logent à l'avant du bateau avec quatre couchettes dans le carré sous le pont central avant, et huit couchettes dans le gaillard d'avant. Ils effectuent les tâches de gabiers, quart de navigation, service des repas et nettoyage.
Au XVIIIe siècle, ce type de navire pouvait accueillir entre 40 et 50 marins, terriens ou soldats. Ils dormaient alors dans des hamacs amovibles qui étaient retirés de jour. 
|  |  |
|  |  |

### Gréement
Il s'agit d'un brick : il possède deux mâts à voiles carrées ainsi qu'une brigantine. Le mât de misaine (à l'avant) fait 23 m et le grand-mât, 25 m. Chaque mât porte trois voiles carrées. La grand-voile complète le gréement, mais n'est pas toujours gréée et rarement déployée.  
| Grand mât       | Mât de Misaine                         |
| --------------- | -------------------------------------- |
| Grand perroquet | Perroquet de misaine / Petit perroquet |
| Grand hunier    | Hunier de misaine / Petit hunier       |
| Grand-voile     | Voile de misaine                       |

Aux voiles carrées optimales par vent arrière, s'ajoutent deux voiles triangulaires au centre (voile d'étai) et deux voiles triangulaires à l'avant (focs), ainsi qu'une brigantine, qui améliorent les performances par vent latéral et la manœuvrabilité par vent arrière. Ce type de navire léger, maniable et rapide, était très utilisé pour le commerce et la piraterie. En effet, il constituait un bon équilibre charge / vitesse / maniabilité permettant à la fois un chargement en hommes, marchandises et un armement acceptable avec un équipage minimal. Les bricks tels que La Grace constituaient les navires parmi les plus rapides du XVIIIe siècle, avec des vitesses de l'ordre de 11 à 15 nœuds, que seuls quelques frégates ou cotres pouvaient égaler.
La totalité des dix voiles de La Grace constitue une surface de 364 m2 (sans compter la grand-voile)

## Historique

### Navire original et différences avec le navire de 2010
La Grace était, au XVIIe siècle, une frégate au service de la Compagnie Néerlandaise des Indes Occidentales sous le commandement d'Augustin Herman (1621-1686), marin tchèque, commerçant, cartographe et corsaire néerlandais. Le navire effectuait des traversés vers les colonies hollandaises d'Amérique du Nord dont le port de La Nouvelle-Amsterdam (actuellement New York), possession hollandaise jusqu'en 1664. La République tchèque est un pays aujourd'hui enclavé mais qui par l'Empire germanique ou par la côte austro-hongroise avait jadis des accès à la mer : elle a donc une tradition maritime et au nord de Prague, un port sur la Vltava permet aux navires de petit tonnage, en descendant l'Elbe jusqu'à Hambourg, d'accéder à la mer du Nord.
La Grace, navire-école, devint successivement un navire de commerce et d'exploration, un bateau corsaire contre les navires de commerces espagnols, pour le compte des Provinces-Unies, puis un navire de transport de tabac, engagé dans le commerce triangulaire. 
La Grace fut un des navires corsaires lors des premiers temps de l'Amérique coloniale. Un des faits d'armes célèbres fut la prise de deux navires espagnols près de la côte du Guatemala en mai 1644, chargés de tabacs, de vins et/ou d'ébène et de sucre, suivant les sources.
Les différences entre le navire original et le navire de 2010 concernent l'âge du modèle et la taille, sans doute différente. En effet, la réplique s'appuie sur les plans de Frédéric Henry de Chapman sur un modèle de navire du milieu du XVIIIe siècle, de taille différente du navire original qui était une Frégate du milieu du XVIIe siècle (soit un siècle avant le modèle de Chapman). Il est également probable que l'armement soit plus important en nombre et calibre dans la version originale, même si ce type de navire était presque toujours faiblement armé par des canons de calibre limité.

### Conception
Le navire a été conçu selon les plans originaux de 1768 de l'architecte naval et amiral suédois Frédéric Henry de Chapman (1721-1802) dans le livre de Mercatoria Architectura.
Toutefois, ces plans de Chapman ne sont pas suffisants pour reconstruire à l'identique le bateau néerlandais du XVIIe siècle commandé par Augustin Herman. C'est pour cela qu'une maquette a d'abord été créée sur la base de ces plans ainsi qu'une représentation virtuelle pour plus de détails. 

### Construction
La construction du navire a commencé fin 2008 dans un chantier naval à Suez, en Égypte, sous la supervision du capitaine du navire Josef Dvorský et constructeur de navire Daniel Rosecký (qui sont maintenant copropriétaires). Le choix du chantier à Suez a été motivé par les techniques de construction de navires traditionnels en bois, encore en cours en Égypte.
Des dizaines de bénévoles de toute la République Tchèque ont travaillé depuis juin 2009 et ont aidé à compléter l'équipement. Une grande quantité de calculs était nécessaire pour assurer, par exemple, la stabilité du navire. 
La quille et les membrures ont été réalisés en bois dur de camphrier et mûrier, le reste essentiellement en pin finlandais. 
Certains éléments ont été fabriqués en République tchèque, dans l'atelier de menuiserie de Vilém Pavlica à Valašské Meziříčí en République Tchèque (mâture, barre, canons...) et amenés ensuite au chantier naval de Suez.
La Grace a été lancée le 5 décembre 2010 à Suez, après deux ans de travaux. Les semaines qui ont suivi le lancement ont permis de terminer les finitions, principalement le gréement sous la supervision de Viktor Neuman, bosco du navire.
Les fonds pour l'élaboration du projet, la construction du navire et son entretien sont en grande partie privés (sponsoring, investissement des copropriétaires et de leurs amis, dons, ressources propres des croisières) mais aussi publics (fonds européens, patrimoine maritime).
Le navire est également doté des technologies de bateau moderne : moteur (moteur de camion MAN Diesel de 375 chevaux), générateur électrique, GPS, radio, sonar, radar, réseau d'eau douce, bannettes pour dormir, WC douches, équipement de secours et cuisine moderne.

### Baptême

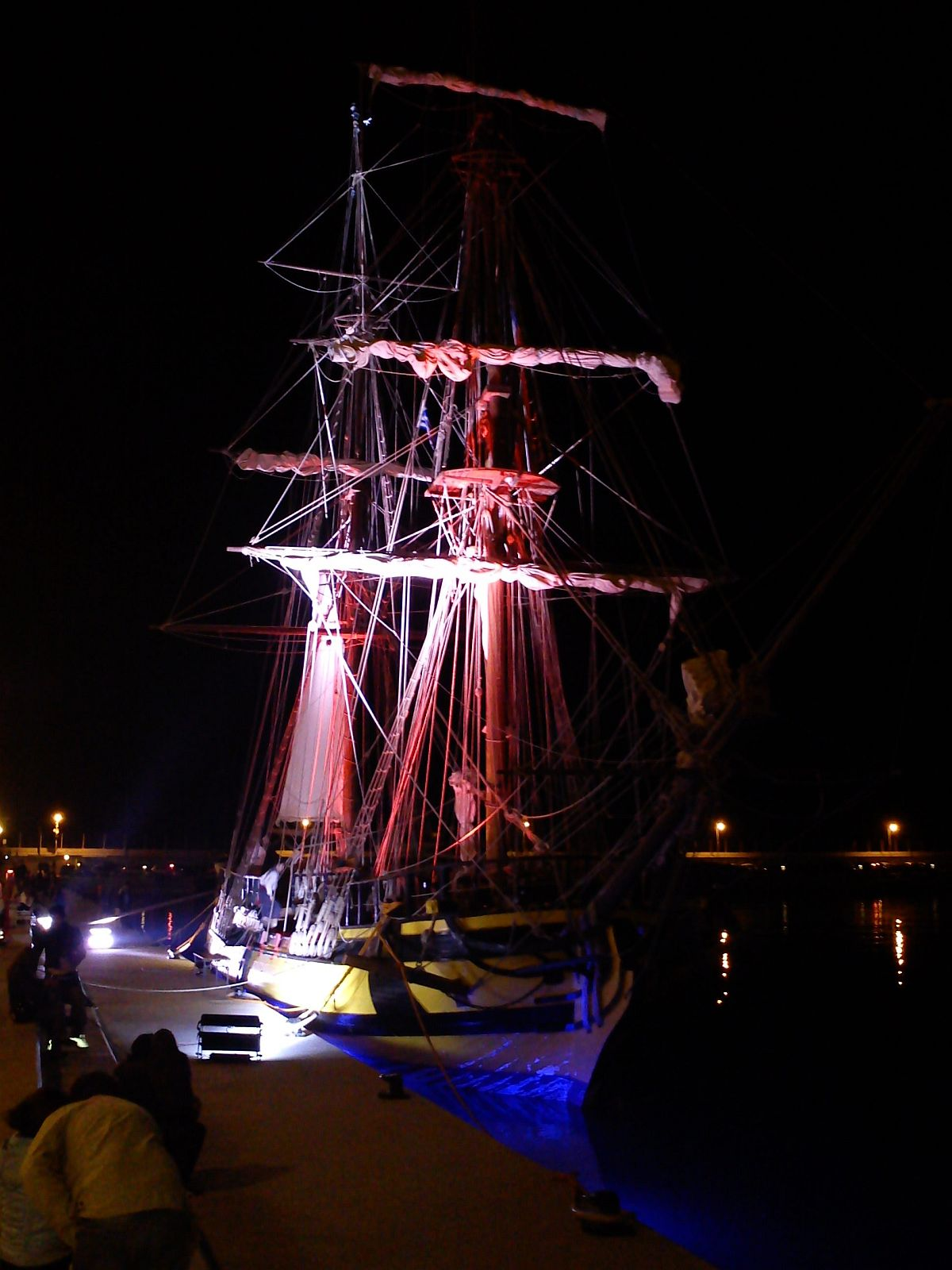
La Grace, la nuit précédant son baptême à la marina de Flisvos (Grèce)

La cérémonie de baptême a eu lieu le 1er mai 2011 à Athènes, en Grèce. La bouteille de champagne a été lancée par Lucie Křížková (miss République Tchèque), une des deux marraines du bateau avec Eliška Tannerová. La fin des festivités a eu lieu au Cap Sounion, où, au coucher du soleil, le capitaine du bateau a jeté une offrande au dieu de la mer Poséidon.

### Échouement en Espagne et renflouement
Le 26 octobre 2012, La Grace jette l'ancre près de Puerto de la Bajadilla à Marbella, en Espagne. Des vents importants sur les voiles déjà pliées, mais pas encore ferlées, provoquent la rupture du mouillage.  Une panne moteur empêche la maitrise du bateau, que le vent emmène sur la plage d'El Cable où il s'échoue. Les huit membres d'équipage débarquent en toute sécurité, mais la quille, l'hélice et le safran sont endommagés et le bateau, posé sur le sable avec une gite de 20 degrés à bâbord, présente des voies d'eau. 
Deux semaines plus tard, le bateau en grande partie submergé, est renfloué le 11 novembre 2012. Il est remorqué à Sotogrande (San Roque, Province de Cadix en Espagne) où les réparations commencent. La plomberie, l'électronique et les autres équipements modernes ont dû être changés ou remis à neuf. Toutes les pièces en bois sont séchées, poncées et vernies. Le moteur est entièrement démonté, lavé à l'eau douce, séché, huilé, reconstruit et une nouvelle hélice est installée. Le bateau reçoit une nouvelle quille, un nouveau gouvernail et 12 tonnes de ballast supplémentaire.
Après neuf mois en cale sèche, La Grace est remise à flot le mardi 6 août 2013 à 13 h 8 et reprend ses navigations. 

## Galerie d'images

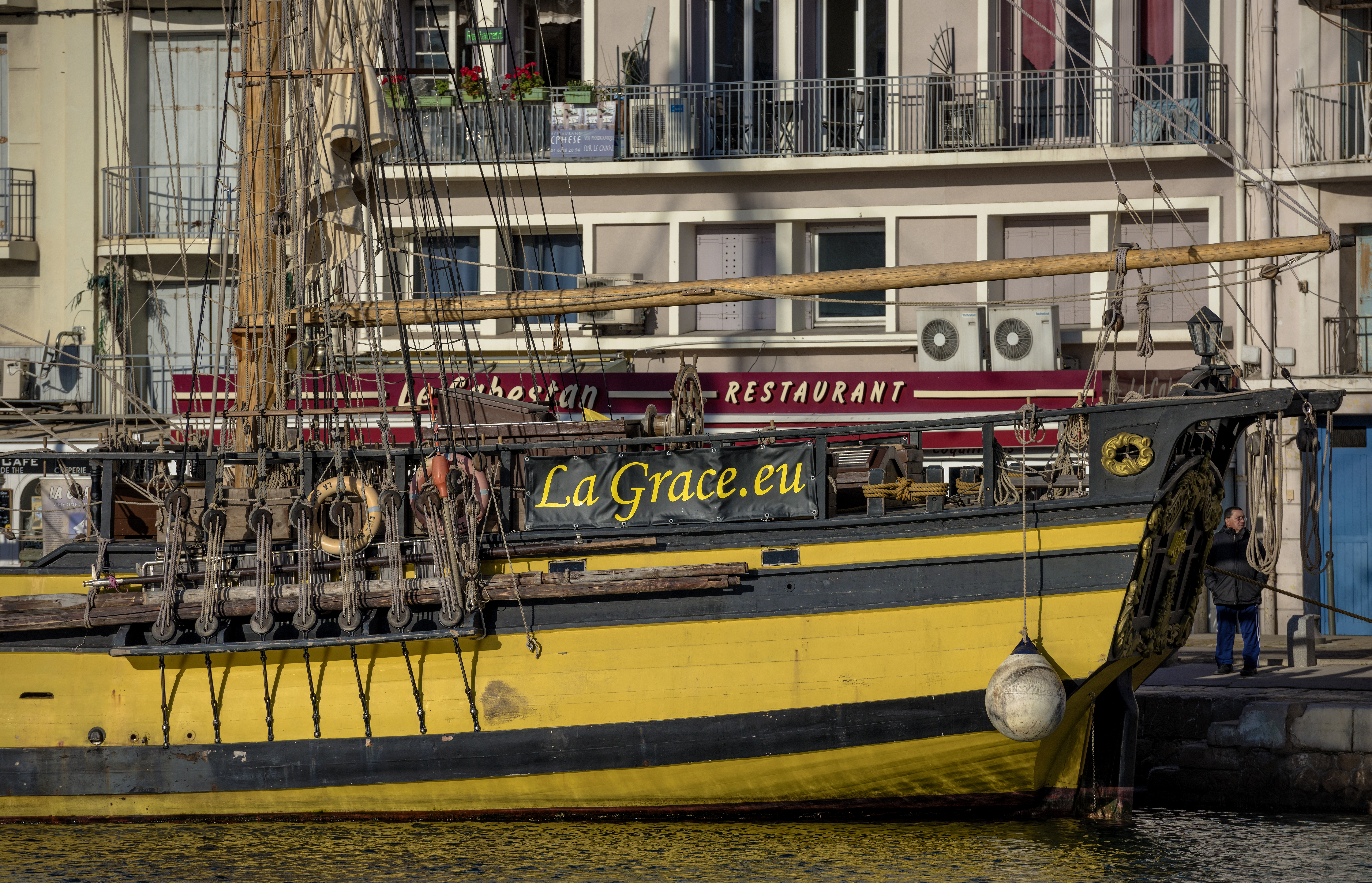
Détail de la dunette (Sète, 2010)
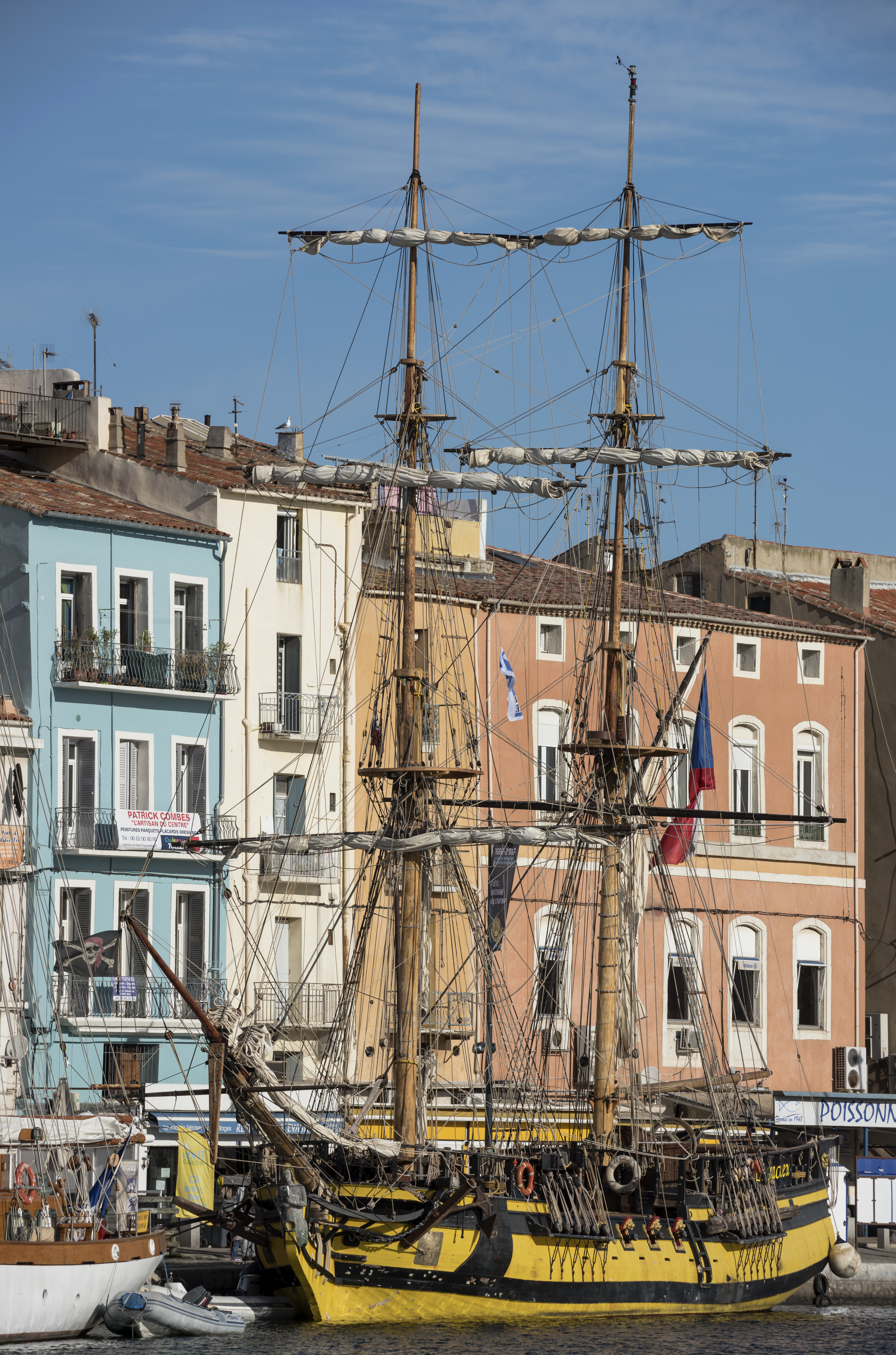
Navire de 3/4 avant (Sète, 2010)
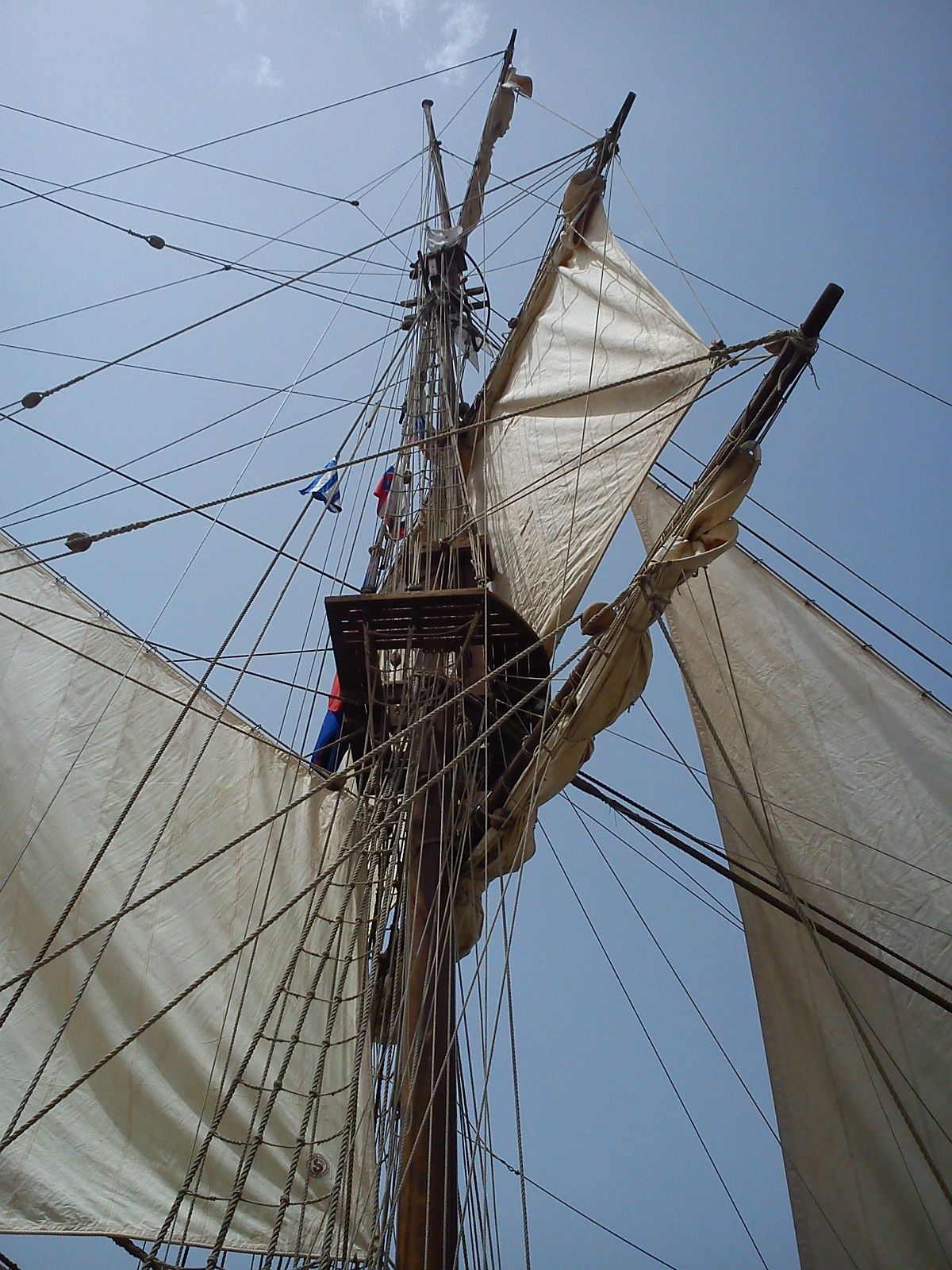
Mât de misaine
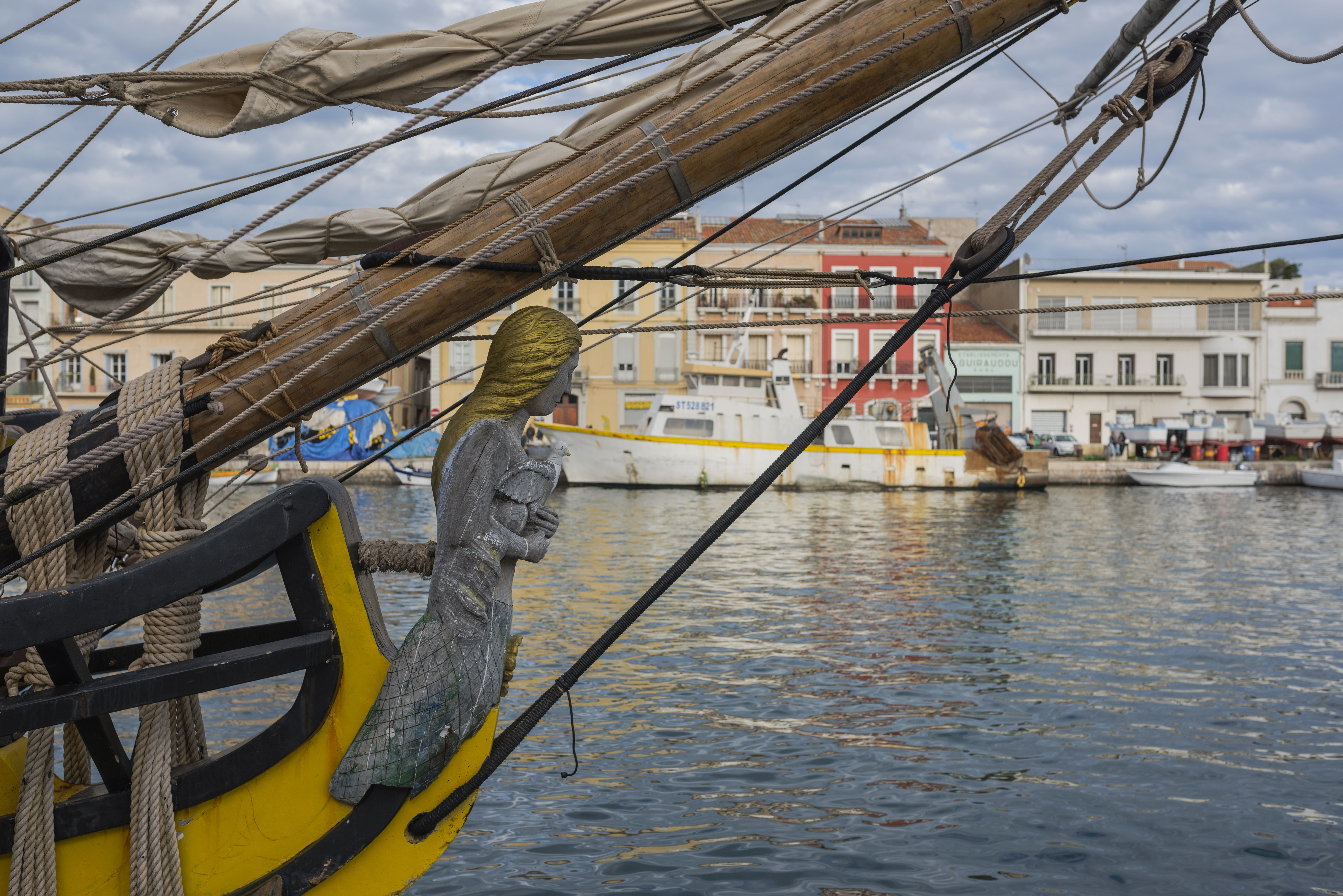
Figure de proue en 2010 (elle a été peinte fin 2016)
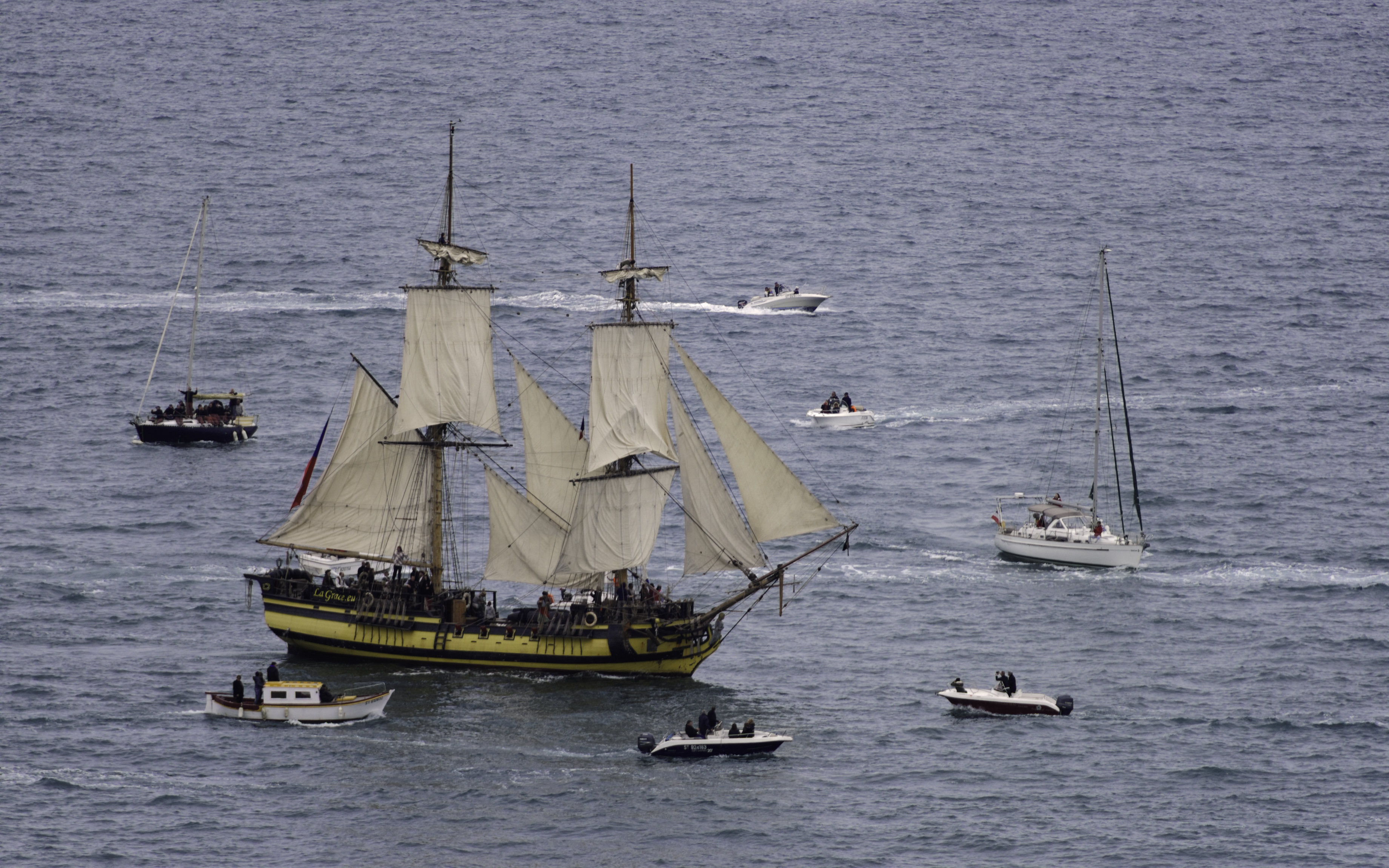
Navire à flot à Sète (2010)
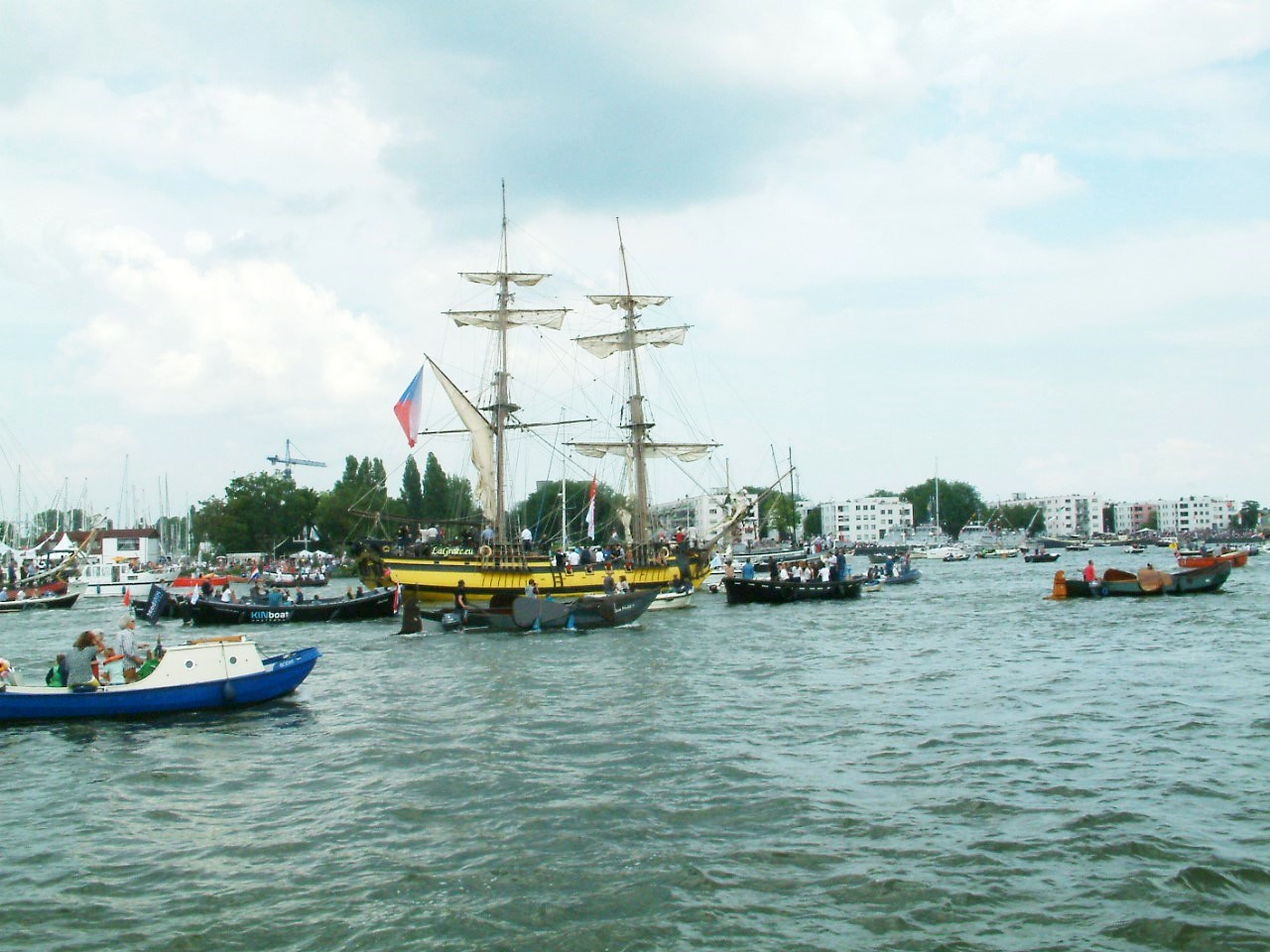
La Grace aux Sail Amsterdam en 2015

## Navigation

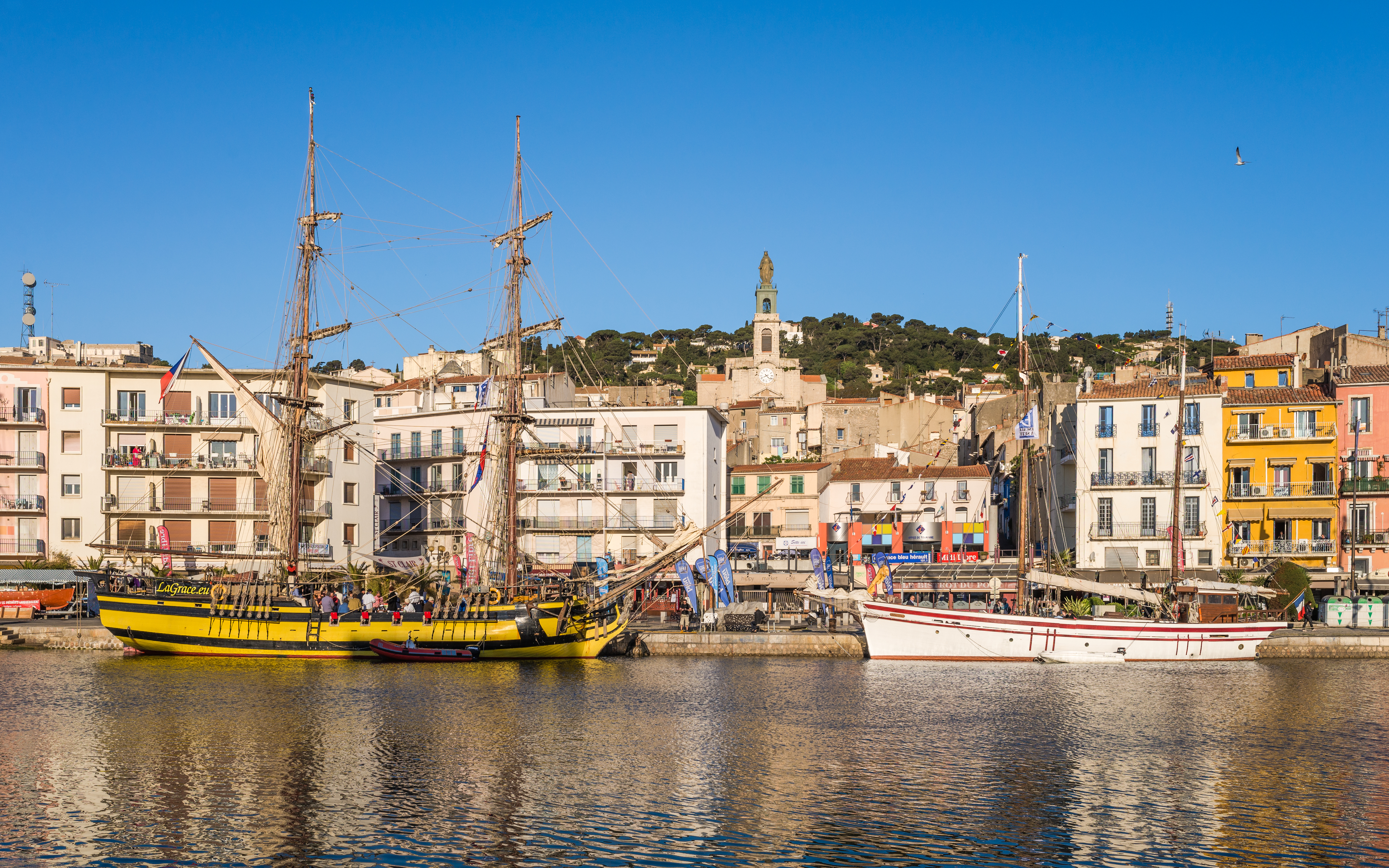
La Grace à Sète en 2014 proue à proue avec le Chemin du Vent

### Événements
La Grace navigue principalement en Méditerranée (Italie, France, Espagne, Grèce...) et dans les mers d'Europe du Nord. 
Entre le dernier trimestre 2011 et juin 2012, La Grace traverse l'Atlantique pour rejoindre Sainte-Lucie aux Antilles, la République dominicaine puis retourne en Méditerranée via les Açores.
Elle a participé à divers événements comme :  
- 2013 : Toulon Voiles de Légende 2013, peu après sa remise à flot en aout 2013,
- 2014 : Participation à L'Escale à Sète, édition 2014
- 2015 : l'édition 2015 de Tall Ships' Races en Mer du Nord

2016 : Navigation en Méditerranée : Sète, Marseille, Toulon (Sanary), Porto Baratti, Sicile, Grèce
- 2016 : Participation à L'Escale à Sète[8] en mars 2016, avec une animation de combat naval avec la frégate Shtandart[9].
- 2016 : Participation en mai 2016 à la Virée de St Nazaire[10] (qui a lieu à Sanary-sur-Mer dans le Var, dont l'ancien nom est Saint Nazaire) parmi les pointus de Méditerranée.

2017 : Sardaigne, Majorque, Alicante, Gibraltar, Lisbonne, La Corogne, cotes bretonnes, Calais et poursuivra dans de nombreux ports d'Europe du Nord : Pays-Bas (Amsterdam et Den Helder), Allemagne (Rostok), Pologne (Gdansk), Suède (Stockholm), Finlande (Turku), Lituanie (Klaipeda), Pologne (Szczecin), Danemark (Frederikshavn), Ecosse (Inverness), Irlande (Belfast). Le retour sur les cotes françaises (Brest, Les Sables d'Olonne), portugaises et espagnoles s'effectuera vers la fin de l'été, jusqu'à Mallorca en octobre 2017.
- 2017 (mai) : Semaine du Golfe
- 2017 (juillet) : Tall ship Race - course 2 : Turku (Finlande) - Klaipeda (Lituanie)[7]
- 2017 (juillet-aout) : Tall ship Race - course 3 :  Klaipeda (Lituanie) - Szczecin (Pologne)[7]

2018 : Escale à Sète
2019: Semaine du Golfe 2019 (mai)
2022 : Escale à Sète
2024: Escale à Sète

### Participations et résultats de régates
La Grace s'est illustrée lors de régates de vieux gréements confirmant les bonnes capacités des bricks. 

#### Talls Ship's Regatta 2013
Lors de l'édition 2013, 11 bateaux sont inscrits en catégorie A et 38 bateaux concourent au total.
- Lors de la première course méditerranéenne de l'édition 2013 des Tall Ships' Regatta entre Barcelone et Toulon (21 au 27 septembre 2013), malgré un manque de vent favorable durant la course, La Grace a fini 3e de sa catégorie (A) derrière le Mir et le Royal Helena et 5e toutes catégories après 50 heures et 47 minutes de course (23 heures et 9 minutes en temps corrigé)[12].
- Lors de la deuxième course méditerranéenne de l'édition 2013 des Tall Ships' Races entre Toulon et La Spezia (30 septembre et 7 octobre 2013), La Grace a fini 1re de sa catégorie (A) devant le Royal Helena et le Mir[13],[14]. Le début de course a été marqué par un manque de vent rapidement remplacé par une météo orageuse. Dans ce contexte de météo difficile, ou la suspension de la course a été envisagé, La Grace arrive première de sa catégorie, le jeudi 3 octobre à 6 h 17.

#### Talls Ship's races 2015
- Lors de la première course de l'édition 2015 des Tall Ships' Races entre Belfast et Aalesund[15], La Grace a fini 3e de sa catégorie (A) derrière le Fryderyk Chopin et le Sorlandet et 3e toutes catégories en 6 jours et 16 heures (trois jours et une heure, temps corrigé)[16].
- Lors de la deuxième course de l'édition 2015 des Tall Ships' Races entre Kristiansand et Aalborg[15], La Grace a fini 2e de sa catégorie (A) derrière le Sorlandet et 7e toutes catégories en 1 jour et 19 heures (1 jour et 18 heures, temps corrigé)[16].

#### Talls Ship's races 2017
La Grace a participé aux deux dernières manche des Tall Ship's races 2017 entre Turku-Klaipeda et Klaipeda-Szczecin. Sur la régate Turku-Klaipeda, La Grace est dès le début distancée, sans dépasser les 7 nœuds malgré des vents favorables. Il s'est avéré que les opérateurs du carénage du navire, réalisé 6 mois auparavant, ont profité de l'absence des propriétaires sur le chantier pour les escroquer, en limitant le carénage et la pose de l'antifouling à la partie haute de la coque, juste sous la ligne de flottaison. Il en a résulté une épaisse couche d'algues, jusqu'à 10 cm d'épaisseur au niveau des galbords, créant un frein important, dont l'équipage ne s'est rendu compte que lorsqu'il a poussé le navire à ses limites. La Grace a du abandonner sur les deux dernières courses de l'édition 2017.